# Torfajökull
Torfajökull (en islandès: "glacera de Torfi") és un estratovolcà riòlit, una caldera volcànica i un complex de volcans subglacials, que es troba al nord de Mýrdalsjökull i al sud de Þórisvatn, a Islàndia. Torfajökull va entrar en erupció per últim cop l'any 1477 i és l'extensió més gran de roques extrusives silíciques d'Islàndia.
L'erupció del vulcà, al voltant de l'any 870, una erupció bimodal combinada (de riolita i basalt) amb implicacions del sistema volcànic de Bárðarbunga-Veiðivötn, va deixar una capa fina de tefra fàcilment identificable per tota Islàndia. Aquesta capa fa que es pugui determinar les dates exactes de moltes troballes arqueològiques, considerades tefrocronològiques, com en el museu Reykjavík 871±2.

## Etimologia
Segons la llegenda, la glacera du el nom de Torfi Jónsson í Klofa, una figura històrica d'Islàndia. Quan va arribar la plaga a Islàndia el 1493, Torfi va fugir amb la seva família i les seves pertinences a les Terres Altes d'Islàndia i es va establir en la vall que rodeja la glacera.
Segons una altra llegenda, la glacera du el nom de Torfi, el treballador d'una granja propera. Torfi va fugir amb la filla del granger i es va establir a la glacera.